# 藍斑麗眼蝶
藍斑麗眼蝶（學名：Mandarinia regalis）是屬於蛺蝶科眼蝶亞科的一種蝴蝶，是麗眼蝶屬（學名：Mandarinia）的唯一一種，即是一個單型分類。分佈於東南亞，中國中部至馬來半島一帶，會在林地和陰暗潮濕的環境活動。

## 分佈
分布於中國（四川、江蘇、河南、陝西、湖北、雲南、浙江、安徽、海南）、緬甸等地。

## 外型
翅面呈紫褐色，前翅有藍色斜帶，雄蝶的帶紋寬而直，帶紋以外的褐色部份跟後翅都呈閃藍色；雌蝶的斜帶較窄，且呈弧形。翅底棕褐色，前翅外緣灰白色，上有3~5個眼斑，後翅亞外緣則6個小眼斑，外圍有黃環。

## 亞種
- M. r. regalis - 指名亞種，分佈於中國
- M. r. baronesa Fruhstorfer, 1906 - 分佈於中國和緬甸[3]
- M. r. obliqua Zhao, 1994 - 分佈於四川[4]

## 腳註
1. ↑  Brower, Andrew V. Z. 2006. Mandarinia Leech 1892. Mandarinia regalis (Leech 1889). Version 21 November 2006 (temporary). http://tolweb.org/Mandarinia_regalis/89509/2006.11.21 （页面存档备份，存于） in The Tree of Life Web Project, http://tolweb.org/ （页面存档备份，存于）
2. 1 2  許家珠、魏煥志、賴平芳. . 中國: 陝西科學技術出版社. 2010年6月. ISBN 9787536947801 （中文（简体））.
3. ↑  Fruhstorfer, 1906. Neue Mycalesis Soc. Ent. 21 (11): 83
4. ↑  Chou, 1994. Monografia Rhopalocerorum Sinensium 1-2: 756, 353, f. 21

## 外部連結
- 维基共享资源上的相關多媒體資源：麗眼蝶屬
- 维基共享资源上的相關多媒體資源：藍斑麗眼蝶
- 維基物種上的相關：麗眼蝶屬
- 維基物種上的相關：藍斑麗眼蝶
- Mandarinia regalis - Catalogue of Life
- Mandarinia regalis （页面存档备份，存于） - funet.fi